# Административно-территориальное деление Алма-Аты

Административное деление города:
Алатауский
Алмалинский район
Ауэзовский район
Бостандыкский район
Медеуский район
Наурызбайский район
Турксибский район
Жетысуский район

Районы города Алматы — административно-территориальные единицы города Алматы, образуемые с учётом исторических, географических, градостроительных особенностей соответствующих территорий, численности населения, наличия инженерной инфраструктуры, расположения транспортных коммуникаций и других социально-экономических характеристик.
Современный город Алматы состоит из 8 районов: Алатауский, Алмалинский, Ауэзовский, Бостандыкский, Жетысуский, Медеуский, Наурызбайский, Турксибский.
Административные функции на территории районов выполняет районный акимат (райисполком), который находится в подчинении городского акимата (горисполком).

## История
В годы первой пятилетки в городе были введены в строй многие предприятия легкой и пищевой промышленности, начали развиваться отрасли строительной и тяжелой промышленности, расширялась городская территория и росла численность жителей. В связи с этим в целях усовершенствования руководства городом и необходимостью приближения Советов к населению, Президиум ЦИК Казахской АССР решением от 12 сентября 1936 года образовал в городе четыре района: Пролетарский (с 1957 Октябрьский, ныне Турксибский), Ленинский (ныне Жетысуский), Сталинский (с 10 марта 1957 года Советский, ныне Алмалинский) и Фрунзенский (ныне Медеуский).
Указом Президиума Верховного Совета Казахской ССР с 1966 года за счёт разукрупнения Советского района был образован Калининский район (ныне Бостандыкский), а в 1972 году за счёт разукрупнения Ленинского и Калининского районов — Ауэзовский.
В 1980-е годы Алма-Ата неузнаваемо преобразилась, став одним из крупнейших центров промышленности, науки и культуры, с численностью жителей свыше 1 миллиона человек. Учитывая это, Президиум Верховного Совета Казахской ССР, указом от 17 октября 1980 года образовал ещё два новых района — Алатауский (за счёт разукрупнения Калининского и Ауэзовского) и Московский (за счёт разукрупнения Ленинского, Октябрьского и Фрунзенского).
С начала 1982 года в Алмате существовало 8 районов: Алатауский район, Ауэзовский, Калининский, Ленинский, Московский, Октябрьский, Советский, Фрунзенский. Органом государственной власти в районах в советские годы были — районные Советы народных депутатов.
В 1993 году Алатауский район был ликвидирован и присоединён к Ауэзовскому району. В 2008 году Алатауский район вновь был создан на новых территориях города.
В июле 2014 года создан новый восьмой район города — Наурызбайский, названного в честь казахского батыра-полководца Наурызбая, участвовавшего в освободительных сражениях против джунгарских захватчиков в XVIII веке.

## Настоящее время
Сегодня в городе существует 8 районов:.
| Районы города       | (Герб) Самоназвание | Акимы                           | Площадь км² | Население тыс.чел (2024) | Плотность населения чел/км² (2024) | Дата образования |
| ------------------- | ------------------- | ------------------------------- | ----------- | ------------------------ | ---------------------------------- | ---------------- |
| Алатауский район    | Алатау ауданы       | Калдыбеков Азамат Бескемпирович | 104,95      | 369 998                  | 3525                               | 2008             |
| Алмалинский район   | Алмалы ауданы       | Торгаев Беккали Нургалиевич     | 18,2        | 266 077                  | 14620                              | 1936             |
| Ауэзовский район    | Əуезов ауданы       | Сайфеденов Сайран Тәпенулы      | 23,5        | 328 788                  | 13991                              | 1972             |
| Бостандыкский район | Бостандық ауданы    | Рахимбетов Алтай Ергазыулы      | 99,43       | 358 132                  | 3602                               | 1966             |
| Жетысуский район    | Жетісу ауданы       | Кокобаева Гульнара Ахметжановна | 39,6        | 198 519                  | 5013                               | 1936             |
| Медеуский район     | Медеу ауданы        | Оразалин Еркебулан Нурланович   | 253,4       | 247 366                  | 976                                | 1936             |
| Наурызбайский район | Наурызбай ауданы    | Тогизбаева, Назира Асылбековна  | 69,67       | 200 502                  | 2878                               | 2014             |
| Турксибский район   | Түрксіб ауданы      | Акжаров Бахытжан Кожанбердыулы  | 75,75       | 259 295                  | 3423                               | 1938             |